# Trascastro (Incio)
Trascastro (llamada oficialmente Santalla de Trascastro) es una parroquia y una aldea española del municipio de Incio, en la provincia de Lugo, Galicia.

## Otras denominaciones
La parroquia también es conocida por el nombre de Santa Eulalia de Trascastro.

## Límites
Limita con las parroquias de Foilebar al norte, Santalla al este, Ferreiros y Saa al sur, y Santa Marina de Incio, Hospital y San Pedro de Incio al oeste.

## Organización territorial
La parroquia está formada por cinco entidades de población, constando cuatro de ellas en el nomenclátor del Instituto Nacional de Estadística español:

### Entidades de población
Entidades de población que forman parte de la parroquia:
- Ferrería (A Ferrería)
- Moura (A Moura)
- Raxoá (A Raxoá)
- Trascastro

### Despoblado
Despoblado que forma parte de la parroquia:
- Airela (A Airela)

## Demografía

### Parroquia
| Gráfica de evolución demográfica de Trascastro (parroquia) entre 2000 y 2020 |
|                                                                              |
| Datos según el nomenclátor publicado por el INE.                             |

### Aldea
| Gráfica de evolución demográfica de Trascastro (aldea) entre 2000 y 2020 |
|                                                                          |
| Datos según el nomenclátor publicado por el INE.                         |